# Oficina Postal James Farley
La Oficina Postal James Farley (en inglés: James Farley Post Office) es una Oficina Postal histórica ubicada en  Manhattan, Nueva York . El Servicio Postal de los Estados Unidos gestiona la oficina. La Oficina Postal James Farley se encuentra inscrita  en el Registro Nacional de Lugares Históricos desde el 29 de enero de 1973. McKim, Mead & White fueron los arquitectos.